# المولایا دل ریو
المولایا دل ریو (به اسپانیایی: Almoloya del Río) یک منطقهٔ مسکونی در مکزیک است که در ایالت مکزیک واقع شده‌است.

## خصوصیات
المولایا دل ریو ۶٫۴۴ کیلومترمربع مساحت و ۸٬۹۳۹ نفر جمعیت دارد و ۲٬۶۰۰ متر بالاتر از سطح دریا واقع شده‌است.